# Amt Dülmen
Das Amt Dülmen war ein Amt im alten Kreis Coesfeld in Nordrhein-Westfalen. Im Rahmen der nordrhein-westfälischen Gebietsreform wurde das Amt zum 1. Januar 1975 aufgelöst.

## Geschichte
Im Rahmen der Einführung der Landgemeindeordnung für die Provinz Westfalen wurde 1843 im Kreis Coesfeld die Landbürgermeisterei Dülmen in das Amt Dülmen überführt. Dem Amt gehörten die drei Gemeinden Kirchspiel Dülmen (auch Landgemeinde Dülmen genannt), Hausdülmen und Merfeld an. Die Stadt Dülmen blieb amtsfrei. 
Das Amtsgebäude befand sich seit 1895 am Kreuzweg 27 in der Stadt Dülmen.
Am 1. April 1930 wurde die Gemeinde Hausdülmen in die Gemeinde Kirchspiel Dülmen eingegliedert.
Das Amt Dülmen wurde zum 1. Januar 1975 durch das Münster/Hamm-Gesetz  aufgelöst. Seine beiden Gemeinden Kirchspiel Dülmen und Merfeld gingen zum größten Teil in der neuen Stadt Dülmen im neuen Kreis Coesfeld auf, die auch Rechtsnachfolgerin des Amtes ist. Einige Flurstücke der Gemeinde Kirchspiel Dülmen fielen an die Stadt Haltern im Kreis Recklinghausen.

### Wappen
| Wappen des früheren Amtes Dülmen | Blasonierung: „In Blau der hl. Michael in Gold (Gelb) mit schwarzem Speer über einem nach links gewendeten roten Drachen.“ |
| Wappen des früheren Amtes Dülmen | Wappenbegründung: Das Wappen wurde von Bernd Schlüter entworfen und am 13. August 1955 vom nordrhein-westfälischen Innenminister verliehen. Es zeigt den Erzengel Michael, welcher in den Gemeinden und Bauerschaften des Amtes seit Jahrhunderten verehrt wird. Bereits in einer Amtsratssitzung vom 27. Februar 1937 wurde über ein Wappen für das Amt und das Kirchspiel Dülmen erstmals beraten; der Rat des Amtes Dülmen genehmigte das Wappen dann am 4. März 1950. Der Wappenentwurf wurde zunächst mit Bescheid des Innenministers vom 27. Juli 1951 abgelehnt. Nachdem eine geschichtliche Begründung des Wappens durch Gutachter erstellt wurde, welche lautete: St. Michael wird in der Gemeinde Kirchspiel Dülmen, die durch Kriegsereignisse besonders schwer mitgenommen wurde, besonders verehrt. Aus diesem Grunde wurde in der Bauerschaft Rödder eine Michaelskapelle erbaut. Ferner befindet sich in der Bauerschaft Weddern-Karthaus ein Michael-Kriegerehrenmal. Auch der Michaelistag hat in der rein ländlichen Gegend eine große Bedeutung, wurde das Wappen schließlich am 13.08.1955 genehmigt. |

## Einwohnerentwicklung
| Jahr | Einwohner | Quelle |
| ---- | --------- | ------ |
| 1858 | 4899      | [ 5 ]  |
| 1871 | 4758      | [ 6 ]  |
| 1885 | 4658      | [ 7 ]  |
| 1910 | 4991      | [ 8 ]  |
| 1939 | 5703      | [ 9 ]  |
| 1950 | 7251      | [ 10 ] |
| 1974 | 7639      | [ 10 ] |